# Nick Stahl
Nicolas Kent Stahl (Texas, Harlingen, 1979. december 5.–) amerikai színész.

## Fiatalkora és családja
A texasi Harlingen községben született, Donna Lynn (Reed) brókercég asszisztens és William Kent Stahl üzletember fiaként.

## Pályafutása
Pályafutását gyerekszínészként kezdte, Az arc nélküli ember (1993) című drámában, Mel Gibson oldalán. Később, immár felnőtt színészként olyan filmekben szerepelt, mint Az őrület határán, A hálószobában, a Genya, a Sin City – A bűn városa. Egyik legismertebb alakítása John Connor a Terminátor 3. – A gépek lázadásában.
Televíziós szereplései közé tartozik a Carnivàle – A vándorcirkusz és a Fear the Walking Dead.

## Magánélete
2009 júniusában házasodott össze Rose Murphy színésznővel, 2012-ben elváltak. Egy közös lányuk született, Marlo.
2012 májusában Stahl felesége jelentette a színész eltűnését. Később kiderült, Stahl rehabilitációra jelentkezett be. 2012. december 27-én Stahlt közszeméremsértés gyanúja miatt tartóztatták le a kaliforniai Hollywoodban, egy felnőttfilmeket árusító üzletben. Bizonyítékok hiányában nem emeltek vádat. 2013. június 28-án letartóztatták Hollywoodban metamfetamin állítólagos birtoklása miatt.
A Dallas Comic Show 2017-es interjújában Stahl kijelentette, hogy Texasba költözött és a színészetet átmenetileg szüneteltetve a családra és a józanságra szeretne koncentrálni. 2018-ban tért vissza a színészi életbe, amikor elkezdődött a The Murder of Nicole Brown Simpson forgatása.

## Filmográfia

### Film
| Év   | Magyar cím                       | Eredeti cím                           | Szerep                   | Magyar hang      |
| ---- | -------------------------------- | ------------------------------------- | ------------------------ | ---------------- |
| 1993 | Az arc nélküli ember             | The Man Without a Face                | Chuck Norstadt           | Molnár Levente   |
| 1994 | Halálhírre várva                 | Safe Passage                          | Simon Singer             | Simonyi Balázs   |
| 1994 | Halálhírre várva                 | Safe Passage                          | Simon Singer             | Minárovits Péter |
| 1995 | Mesebeli vadnyugat               | Tall Tale                             | Daniel Hackett           | Simonyi Balázs   |
| 1997 |                                  | Eye of God                            | Tom Spencer              |                  |
| 1998 | Kísérleti patkányok              | Disturbing Behavior                   | Gavin Strick             | Fekete Zoltán    |
| 1998 |                                  | Soundman                              | Tommy Pepin              |                  |
| 1998 | Az őrület határán                | The Thin Red Line                     | Edward Bead őrvezető     | Simonyi Balázs   |
| 2000 |                                  | Lover's Prayer                        | Vladimir                 |                  |
| 2000 | Sunset Strip – A jövő útja       | Sunset Strip                          | Zach                     |                  |
| 2001 | A hálószobában                   | In the Bedroom                        | Frank Fowler             | Inotay Ákos      |
| 2001 |                                  | The Sleepy Time Gal                   | Morgan                   |                  |
| 2001 | Genya                            | Bully                                 | Bobby Kent               | Csőre Gábor      |
| 2002 |                                  | Taboo                                 | Christian Turner         |                  |
| 2003 | Bukmékerek                       | Bookies                               | Toby                     |                  |
| 2003 | Terminátor 3. – A gépek lázadása | Terminator 3: Rise of the Machine     | John Connor              | Lippai László    |
| 2003 |                                  | Twist                                 | Artful Dodger            |                  |
| 2005 | Sin City – A bűn városa          | Sin City                              | Roark Junior / Sárga dög | Kaszás Gergő     |
| 2006 |                                  | The Night of the White Pants          | Horace "Raff" Rafferty   |                  |
| 2007 | Jó tanácsok bankrablóknak        | How to Rob a Bank                     | Jason Taylor / Jinx      | Szabó Máté       |
| 2008 | Valamit, valamiért               | Quid Pro Quo                          | Isaac Knott              | Simonyi Balázs   |
| 2008 | Alvajárók                        | Sleepwalking                          | James Reedy              | Hevér Gábor      |
| 2009 | Egyetlenem                       | My One and Only                       | Bud                      | Albert Gábor     |
| 2010 | A kaméleon                       | The Chameleon                         | Brendan Kerrigan         |                  |
| 2010 |                                  | Burning Palms                         | Robert Kane              |                  |
| 2010 |                                  | Meskada                               | Noah Cordin              |                  |
| 2010 | Halálos éberség                  | Dead Awake                            | Dylan                    | Seszták Szabolcs |
| 2010 |                                  | Kalamity                              | Billy Klepack            |                  |
| 2010 | Tükrök 2.                        | Mirrors 2                             | Max Matheson             | Dévai Balázs     |
| 2010 |                                  | Everything Will Happen Before You Die | Hunter Robinson          |                  |
| 2011 | Gondolatrendőrség                | The Speed of Thought                  | Joshua Lazarus           | Zámbori Soma     |
| 2011 |                                  | On the Inside                         | Allen Meneric            |                  |
| 2011 |                                  | Afghan Luke                           | Luke Benning             |                  |
| 2011 |                                  | 388 Arletta Avenue                    | James Deakin             |                  |
| 2014 |                                  | Away from Here                        | James                    |                  |
| 2019 |                                  | III (rövidfilm)                       | Jimmy Sparks             |                  |
| 2019 |                                  | The Murder of Nicole Brown Simpson    | Glen Edward Rogers       |                  |
| 2020 |                                  | Hunter Hunter                         | Lou                      |                  |
| 2021 |                                  | What Josiah Saw                       | Eli Graham               |                  |
| 2021 |                                  | American Dream                        | Yuri                     |                  |
| 2021 |                                  | Grace and Grit                        | Bob Doty                 |                  |
| 2021 |                                  | Night Blooms                          | Wayne                    |                  |
| 2023 | A zodiákus lovagjai              | Knights of the Zodiac                 | Cassios                  |                  |
| 2023 |                                  | Confidential Informant                | Mike Thorton             |                  |
| 2023 |                                  | What You Wish For                     | Ryan                     |                  |

### Televízió
| Év        | Magyar cím                               | Eredeti cím                                      | Szerep                  | Megjegyzések                                               |
| --------- | ---------------------------------------- | ------------------------------------------------ | ----------------------- | ---------------------------------------------------------- |
| 1991      | Holtvágány                               | Stranger at My Door                              | Robert Fortier          | - tévéfilm - magyar hangja: - Sugár Bertalan               |
| 1992      | Kísért a múlt                            | Woman with a Past                                | Brian                   | tévéfilm                                                   |
| 1994      | Kisvárosi incidens                       | Incident in a Small Town                         | John Bell Trenton       | - tévéfilm - magyar hangja: - Baráth István                |
| 1995      |                                          | Blue River                                       | Edward Sellars fiatalon | tévéfilm                                                   |
| 1996      | A fiam ártatlan!                         | My Son Is Innocent                               | Eric Sutter             | TV film                                                    |
| 1996      |                                          | Out of Order                                     | ismeretlen szerep       | 1 epizód                                                   |
| 1997      | Az ígéret földje                         | Promised Land                                    | Billy Sullivan          | 1 epizód                                                   |
| 1998      | Herkules                                 | Herkules                                         | Castor (hangja)         | 1 epizód                                                   |
| 1999      | A szerelem földje                        | Seasons of Love                                  | Grover Linthorne        | tévéfilm                                                   |
| 2002      | Elveszettek                              | Wasted                                           | Chris                   | tévéfilm                                                   |
| 2003–2005 | Carnivàle – A vándorcirkusz              | Carnivàle                                        | Ben Hawkins             | 24 epizód                                                  |
| 2009      | Esküdt ellenségek: Különleges ügyosztály | Law & Order: Special Victims Unit                | Peter Harrison          | 1 epizód                                                   |
| 2011      |                                          | Locke & Key                                      | Duncan Locke            | próbaepizód (nem került adásba)                            |
| 2012      | Gátlástalanok                            | House of Lies                                    | Kurt                    | 1 epizód                                                   |
| 2012      | A hidegsebész                            | Body of Proof                                    | Marcel Trevino          | 2 epizód                                                   |
| 2021      | Fear the Walking Dead                    | Fear the Walking Dead                            | Jason Riley             | 6 epizód                                                   |
| 2021      | Animal Kingdom                           | Animal Kingdom                                   | Mike                    | 5 epizód                                                   |
| 2022      |                                          | Dead in the Water: A Fear the Walking Dead Story | Jason Riley             | főszereplő minisorozat (6 epizód)                          |
| 2022      | Engedj be!                               | Let the Right One In                             | Matthew                 | - főszereplő (8 epizód) - magyar hangja: - Markovics Tamás |
| 2023      | Apró gyönyörű dolgaink                   | Tiny Beautiful Things                            | Lucas                   | minisorozat (1 epizód)                                     |

## Díjak és jelölések
- Az arc nélküli ember (1993) – Jelölve – Young Artist Award a legjobb fiatal színész társ-szereplőnek filmdrámában
- Az őrület határán (1998) – Megnyert díj – Satellite Award a legjobb filmes szerepgárdának
- A hálószobában (2001) – Jelölve – Legjobb szereplőgárda (mozifilm)
- Elveszettek (2002) – Jelölve – Prism Award a legjobb alakításért (minisorozat vagy tévéfilm)
- Twist (2003) – Jelölve – Genie Award a legjobb színészi alakításért
- Carnivàle – A vándorcirkusz
  - Jelölve – Satellite Award a legjobb színésznek (drámasorozat)
  - Jelölve – Szaturnusz-díj a legjobb televíziós színésznek
- Sin City – A bűn városa (2005) – Jelölve – Broadcast Film Critics Association díj a legjobb szereplőgárdának

## Fordítás
- Ez a szócikk részben vagy egészben  a   Nick Stahl című angol Wikipédia-szócikk ezen változatának fordításán alapul.  Az eredeti cikk szerkesztőit annak laptörténete sorolja fel. Ez a jelzés csupán a megfogalmazás eredetét és a szerzői jogokat jelzi, nem szolgál a cikkben szereplő információk forrásmegjelöléseként.